# Сухуми
Суху́ми (абх. Аҟәа, /а́куа/, груз. სოხუმი, /соху́ми/), или Суху́м (также иногда А́куа или Соху́ми), — крупнейший в Абхазии город. Согласно административному делению частично признанной Республики Абхазия, контролирующей территорию де-факто, — её столица и город республиканского значения. Согласно административному делению Грузии, чьей территорией большинством стран мира признаётся Абхазия, — столица, город республиканского значения Абхазской Автономной Республики. Ранее — столица Абхазской ССР и Абхазской АССР.
В VI веке до н. э. предположительно на месте современного города существовала античная греческая колония Диоскуриада, затем здесь находилась римская крепость Себастополис. В начале VI века город стал принадлежать Византии. В средние века как город-крепость Цхуми (или Цхум) находился в составе Абхазского царства, а затем Грузинского царства. В XVI — начале XIX веков город, переименованный турками в Сухум-Кале, управлялся Османской империей и местными феодалами. В 1810 году был взят русскими войсками в ходе русско-турецкой войны 1806—1812 годов. Во второй половине 1840-х годов получил статус города.
Население на январь 2020 года оценивалось в 65 530 человек.

## Этимология
В грузинских летописях населённый пункт упоминается, начиная с VIII — X вв. как ცხუმი [цхуми] (также название в русском языке передаётся как Цхум). Обычно этимологию слова связывают со сванским словом «цхуми» — граб, также существует версия, озвученная, в частности, Иосифом Орбели и, впоследствии, Олегом Трубачёвым, о происхождении слова «цхум» от грузинского, мегрельского и чанского «цхум» — близнецы, соответствующего по смыслу греческому названию Диоскуриады.
Построенная в 1724 году турками крепость и город стали называть Сухум-Кале (тур. «су» — вода, «хум» — песок, «кала» — крепость, город, по другому мнению, турецкий «Сухум» мог произойти от грузинского «Цхуми»).
С присоединением Кавказа к Российской империи установилось русифицированное название Сухум. В абхазском языке используется топоним Аҟәа [акуа], в грузинском — სოხუმი [сохуми].
В августе 1936 года город был официально переименован в Сухуми. В декабре 1992 года Верховный совет непризнанной Республики Абхазия издал постановление о переименовании Сухуми в Сухум. Этот топоним был указан Федеральным агентством геодезии и картографии России в октябре 2008 года в качестве названия столицы Республики Абхазия после признания независимости последней Россией.

## История
Первые поселения на территории современного города появились ещё в древнем каменном веке в эпоху нижнего палеолита, около 300 тысяч лет назад.
В конце XIX века были проведены раскопки и обнаружены предметы, указывающие на существование здесь античного поселения в III—I веках до нашей эры.
История города насчитывает более 2500 лет. На месте большого поселения, у подножия трёх гор Яштхвы, Бырцхи и Гвадры в VI веке до нашей эры греческие купцы из Милета основали колонию Диоскуриаду (Диоскурию), назвав её так в честь братьев Диоскуров Кастора и Полидевка (Поллукса), участников похода аргонавтов в Колхиду, принадлежавшую затем Понтийскому царству.

Диоскурия была значительным торговым центром, обеспечивая не только местные нужды региона, но и транзитную торговлю с народами Северного Кавказа. В V—II веках до н. э. она играла значительную политическую и экономическую роль на Западном Кавказе. На это указывает древний географ и историк Страбон: 

…Диоскурия служит и началом перешейка между Каспийским морем и Понтом, и общим торговым центром для народов, живущих выше её и вблизи; сюда сходятся, говорят, 70 народностей…

В I веке до нашей эры в результате Митридатовых войн и последовавших за ними неурядиц Диоскурия потеряла своё значение. В 65 году до н. э. сюда пришли римляне, основавшие на месте греческой колонии крепость Себастополис (от греч. sebastos — священный и polis — город, греческое слово sebastos представляет перевод латинского «август» (в прошлом эпитет римских императоров), как считается, в честь императора Октавиана Августа, по гречески «себастоса», который родился 23 сентября 63 года до н. э., то есть после основания города и получившего имя Imperator Caesar Augustus 16 января 27 года до н. э. Крепостные сооружения Себастополиса сохраняли прочность 200 лет, а затем начали разрушаться. В VI веке на побережье вторглись византийцы и захватили крепость. При императоре Юстиниане I Себастополис был отстроен заново и пережил новый период расцвета. В 30-х гг. VIII века по землям Абхазии прокатились арабы, хотя они не смогли здесь обосноваться, зато успели разрушить город.
С 736 года поселение известно под названием Цхуми в составе Абхазского царства, где оно становится центром Цхумского эриставства.
В средние века город Цхуми входил в состав Грузинского царства. Главной цитаделью города служил Замок Баграта. Цхуми выполнял функцию летней резиденции грузинских монархов и являлся одним из важнейших приморских центров царства. По словам В. И. Сизова, Цхуми представлял собой значимый «культурный и административный центр грузинского государства».
Во время правления царицы Тамары главой Цхумского эриставства был представитель феодального рода Шервашидзе. Арабский географ XII–XIII веков Абу-ль-Фида упоминает Цхуми как грузинский город.
В 1330 году в Цхуми обосновался английский доминиканец, римско-католический епископ Пьетро Джеральди, который в своих свидетельствах упоминал о наличии в городе грузин, мусульман и евреев.
Позднее Цхуми стал столицей мегрельских князей. Именно здесь влиятельный князь Вамех I Дадиани чеканил собственные монеты, известные под названием «цхумское серебро» (груз. ცხუმური თეთრი).
С XV века Цхуми вновь стал важным торговым пунктом Восточного Причерноморья, играя ключевую роль в генуэзской колонизации региона. Несмотря на торговые связи между князьями Дадиани и генуэзскими купцами, между грузинским населением и генуэзцами сохранялась напряжённость, обусловленная религиозными разногласиями — последних воспринимали как «раскольников».
В 1454 году османский султан Мехмед II, заинтересованный в контроле над восточным Причерноморьем, взял Сухуми, который тогда находился под мегрельским контролем. С XVI в. территория Абхазии находится под властью турок: в 1578 году они захватили город, назвав его Сухум-Кале, В 1724 году крепость была перестроена.
С конца XVIII века по 1864 год город является столицей Абхазского княжества. Абхазы отбили крепость у турок, и владетельный князь Абхазии переносит в неё свою резиденцию. В 1805 году владетельный князь Абхазии Келешбей Шервашидзе-Чачба решает присоединить свою страну к России, по примеру картлийского и мегрельского царей. Но это удалось сделать только через 5 лет. 17 февраля 1810 года был подписан манифест о присоединении Абхазии к России.
В ходе русско-турецкой войны 1806—1812 годов русский морской десант выбил турецкий гарнизон из города, занял местную крепость (см. Взятие Сухума) и утвердил власть российского императора.
В 1846 году Сухум-Кале получает статус торгового порта, а в 1848 году статус портового города, который в 1866 году стал называться Сухумом. После упразднения Абхазского княжества в 1864 году стал центром Сухумского военного отдела в подчинении Кутаисского генерал-губернатора, с 1883 года — центр Сухумского округа Кутаисской губернии. Во время русско-турецкой войны 1877—1878 годов Турция попыталась отторгнуть Черноморское побережье от России. 2 мая 1877 года турецкий флот начал бомбардировку города и высадку десанта, русский гарнизон отступил. Обратное взятие Сухума отрядами генералов Бабича, Алхазова и Шелковникова было осуществлено 20 августа того же года.
В 1903 году город стал центром самостоятельного Сухумского округа, подчинявшегося напрямую главноначальствующему на Кавказе (с 1905 года — наместнику Кавказского края Российской империи).

### XX век
2 марта 1921 года в ходе советско-грузинской войны грузинские войска потеряли контроль над Сухумом. 4 марта 1921 года в Сухуме была установлена советская власть.
В январе 1959 года из Кутаиси в Сухум был переведён Грузинский институт субтропического хозяйства.
В советское время осуществлялось благоустройство и реставрация центральной части Сухуми, которое во многом определило современный архитектурный облик города. В это время было построено множество наиболее узнаваемых зданий и архитектурных ансамблей:
- Художественная школа (1935 год),
- Сухумский государственный колледж (в 1904—1921 годах — Сухумское реальное училище; с 1921 по 1999 годы — Сухумский индустриальный техникум),
- Сухумский художественный колледж (1935),
- Абхазский многоотраслевой колледж (в 1959—1999 годах — Сухумское торгово-кулинарное училище),
- гостиница «Абхазия» (1938),
- Дом правительства Абхазской АССР (1939),
- железнодорожный вокзал (1951),
- институт субтропического хозяйства (1968).

В связи со значительным ростом населения в 1960-х и 1970-х годах активно развернулось строительство типовой жилой и курортной инфраструктуры, особенно в западной части города.
В августе 1990 года в Сухуми произошёл один из самых крупных тюремных бунтов в новейшей истории. Заключённые захватили склад с оружием, который хранился в одной из камер. Взяли в заложники трёх контролёров и потребовали автобусы и самолёт. Был вызван отряд специального назначения КГБ «Альфа» и спецназ МВД «Витязь». Заложники были освобождены, а один из осуждённых в ходе операции убит.
В начале 1990-х годов Сухуми был одним из центров грузино-абхазского конфликта.

## Достопримечательности
- Сухумская крепость;
- Замок Баграта;
- Великая Абхазская стена;
- Сухумский маяк;
- Ботанический сад;
- Обезьяний питомник;
- Беслетский мост;
- Красный мост;
- Литературно-мемориальный музей Д. И. Гулиа.
- Музей банка Абхазии

## География
Сухуми расположен в центральной части республики и находится в 107 км от границы с Россией на побережье Чёрного моря. На территории Сухуми протекают 3 реки: Басла, Сухумка и Кяласур, последняя является границей города на юге.
Самой высокой точкой города считается Сухумская гора высотой 201 метр над уровнем моря. Также есть горы Трапеция и Баграта.

### Климат
Климат в Сухуми — влажный субтропический. Среднегодовая температура: + 14,8 °C, морская вода прогревается до +28...+30 °C. Зима в Сухуми теплая и мягкая: от +8 до +14 °C, лето жаркое и влажное: от +24 до +30 °C.
| Показатель                    | Янв. | Фев. | Март | Апр. | Май  | Июнь | Июль | Авг. | Сен. | Окт. | Нояб. | Дек. | Год  |
| ----------------------------- | ---- | ---- | ---- | ---- | ---- | ---- | ---- | ---- | ---- | ---- | ----- | ---- | ---- |
| Средний суточный максимум, °C | 9,4  | 10,0 | 13,6 | 17,5 | 21,8 | 25,5 | 27,8 | 28,3 | 25,3 | 21,3 | 16,0  | 12,1 | 19,0 |
| Средняя температура, °C       | 5,7  | 6,3  | 9,4  | 12,7 | 17,1 | 20,8 | 23,6 | 24,0 | 20,7 | 16,7 | 12,0  | 8,3  | 14,8 |
| Средний суточный минимум, °C  | 2,1  | 2,7  | 5,2  | 8,0  | 12,5 | 16,2 | 19,4 | 19,7 | 16,1 | 12,1 | 8,0   | 4,5  | 10,5 |
| Норма осадков, мм             | 121  | 111  | 113  | 121  | 96   | 111  | 114  | 126  | 133  | 128  | 136   | 143  | 1453 |
| Источник: климат Сухуми       |      |      |      |      |      |      |      |      |      |      |       |      |      |

## Население
Ниже приведена динамика населения Сухуми за 1849—2015 годы:
| Численность населения | Численность населения | Численность населения | Численность населения | Численность населения | Численность населения | Численность населения | Численность населения | Численность населения |
| 1849                  | 1886                  | 1897                  | 1926                  | 1939                  | 1959                  | 1970                  | 1979                  | 1989                  |
| --------------------- | --------------------- | --------------------- | --------------------- | --------------------- | --------------------- | --------------------- | --------------------- | --------------------- |
| 365                   | ↗412                  | ↗7998                 | ↗21 568               | ↗44 299               | ↗64 730               | ↗101 798              | ↗108 337              | ↗119 150              |
| 2003                  | 2011                  | 2013                  | 2014                  | 2015                  | 2016                  | 2017                  | 2018                  | 2019                  |
| ↘43 716               | ↗62 914               | ↗63 556               | ↗64 025               | ↗64 202               | ↗64 441               | ↗64 640               | ↗65 168               | ↗65 439               |
| 2020                  |                       |                       |                       |                       |                       |                       |                       |                       |
| ↗65 530               |                       |                       |                       |                       |                       |                       |                       |                       |

### Национальный состав
По переписи 1939 года население столицы Абхазской АССР составляло 44 299 человек, в том числе:
- русские — 18 580 чел.(41,9 %),
- грузины — 8 813 чел.(19,9 %),
- греки — 4 990 чел. (11,3 %),
- армяне — 4 322 чел. (9,8 %),
- абхазы — 2 415 чел. (5,5 %).

По переписи 1989 года население столицы Абхазской АССР составляло 119 150 человек, в том числе:
- грузины — 49 460 чел. (41,5 %),
- русские — 25 739 чел. (21,6 %),
- абхазы — 14 922 чел. (12,5 %),
- армяне — 12 242 чел. (10,3 %),
- греки — 7355 чел. (6,2 %).

По данным учёта населения 2003 года, проведённой частично признанной Республикой Абхазия, в городе проживало 43 716 человек, в том числе:
- абхазы — 24 603 чел. (56,3 %),
- русские — 8902 чел. (20,4 %),
- армяне — 5565 чел. (12,7 %),
- грузины — 1847 чел. (4,2 %),
- греки — 677 чел. (1,5 %).

По данным переписи 2011 года население города составило 62 914 человек, в том числе:
- абхазы — 42 342 чел. (67,3 %),
- русские — 9288 чел. (14,8 %),
- армяне — 6192 чел. (9,8 %),
- грузины — 1755 чел. (2,8 %),
- греки — 645 чел. (1,0 %).

## Валюта
Национальная валюта Абхазии — апсар, но он практически не используется. В повседневном обращении горожане используют российский рубль.

## Культура
В южной части города находится историческое и логическое ядро — Сухумская крепость.
В 1860-х годах в Сухуме был создан краеведческий музей. В 1904 году в городе образовано Сухумское реальное училище.
С 1930 года в городе работает Абхазский драматический театр, в 1963 году открылась картинная галерея.
В городе находится Центральный выставочный зал Союза художников Абхазии, открытый в 1950 году.
В 1947 году было завершено строительство здания Абхазской государственной филармонии. В феврале 2009 года после реконструкции вновь открылась Абхазская государственная филармония.
В 1972 открыт Литературно-мемориальный музей Д. И. Гулиа.

## Образование
Здесь находятся университеты и институты, музеи, театры и другие заведения науки и культуры. По данным на 2019 год, в городе проживает 5—6 тыс. студентов.
Абхазский государственный университет (основан 4 февраля 1932 года как Сухумский агропедагогический институт),
Абхазский многоотраслевой колледж (в 1959—1999 годах — Сухумское торгово-кулинарное училище),
Сухумский государственный колледж (в 1904—1921 годах — Сухумское реальное училище; с 1921 по 1999 годы — Сухумский индустриальный техникум),
Сухумское художественное училище (1935),
Сухумское музыкальное училище (1930),
Сухумский медицинский колледж (1931),
Академия наук Республики Абхазия (26 марта 1997 г.)

## Радиовещание[59]
- 1,350 КГц — Авторадио / Абхазское радио (с 06:00 до 10:00, с 13:00 до 16:00 и с 18:00 до 19:00).
- 101.1 — Европа Плюс
- 101.9 — Радио Рио Рита
- 103.2 — Радио Спутник - Абхазия
- 103.7 — Авторадио / Абхазское радио
- 104.3 — Русское радио[60]
- 106.5 — Ретро FM.

## Транспорт
Логистически город связан только с российскими городами, действуют коммерческие автобусные маршруты в Ростов-на-Дону, Краснодар, Черкесск, Нальчик, Сочи.
Железнодорожное сообщение связывает город маршрутами до Москвы, Санкт-Петербурга, летом до Белгорода, Самары, вагоны до Пскова. 1 мая 2025 года по маршруту Имеретинский Курорт— Сухум был запущен туристический электропоезд ЭП2ДМ «Диоскурия» РЖД.
В 18 км к юго-востоку от города находится действующий аэропорт Сухум.
Функционирует морской порт.

### Городской транспорт
Представлен автобусами, маршрутными такси и тремя маршрутами троллейбуса.

## Главы
- 1917—1918: Вениамин Чхиквишвили
- 1975—1985: Владимир Миканба
- 1991—1992: Нодар Хашба
- 1992—1993: Гурам Габискирия
- 1993—1995: Нодар Хашба
- 1995—2000: Гарри Айба[англ.]
- 2000—2000: Леонид Осия (и. о.)
- 2000—2004: Леонид Лолуа
- 2004—2005: Адгур Харазия[англ.] (и. о.)
- 2005—2007: Астамур Адлейба[англ.]
- 2007—2007: Анзор Кортуа (и. о.)
- 2007—2014: Алиас Лабахуа[англ.]
- 2014—2019: Адгур Харазия[англ.]
- 2019—2020: Кан Кварчия[англ.] (и. о.)
- 2020—2025: Беслан Эшба[англ.]
- 2025—н. в.: Тимур Агрба (и. о.)

## Галерея
- Благовещенский собор
- Римско-Католическая церковь Святого Апостола Симона Кананита
- Евангелическо-Лютеранская церковь Святого Иоанна
- Бывшее здание совета министров советской Абхазии
- Абхазский институт гуманитарных исследований имени Д. И. Гулиа
- Гостиница «Рица». Построена в 1914 году.
- Генеральная прокуратура Республики Абхазия
- Резиденция правительства и Президента Республики Абхазия
- Парк имени Ленина
- Колоннада
- Вид на санатории РВСН и МВО с набережной
- Русский драматический театр
- Вход в ботанический сад
- Набережная Махаджиров
- Площадь Свободы, здание парламента Абхазии
- Сухумский ботанический сад в 1912 году.
- Здание мэрии.
- Сухуми из космоса.
- Сухуми на грузинской купюре в 200 лари.
- Вид на Сухум 1912 года. Фото Прокудина-Горского
- П. П. Верещагин — Сухум-кале (конец XIX века)
- Железнодорожная станция
- Ресторан "Нартаа"

## Сухум в произведениях искусства

### В литературе
- Василий Каменский Прибой в Сухуме (1922), «Привет Сухуму!» (1927),
- Константин Паустовский «Бросок на юг» (1959-60 гг.),
- Николай Асеев «Стихи о Сухуми» (1950), «Майский день в Сухуми» (1950),

## Сухуми в филателии
- Почтовая марка СССР, 1939 год
- Почтовая марка СССР, 1946 год
- Почтовая марка СССР, 1947 год
- Почтовая марка СССР, 1949 год
- Почтовая марка СССР, 1966 год
- Почтовая марка СССР, 1961 год. Столицы автономных советских социалистических республик. Абхазская АССР. Сухуми, проспект Руставели.

## Топографические карты
- Лист карты K-37-34 Гудаута. Масштаб: 1 : 100 000. Издание 1978 г.
- Лист карты K-37-35 Сухуми. Масштаб: 1 : 100 000. Издание 1978 г.
- Лист карты K-37-46 мыс Сухумский. Масштаб: 1 : 100 000. Издание 1978 г.